# Pothyne pseudolaosensis
Pothyne pseudolaosensis är en skalbaggsart som beskrevs av Stefan von Breuning 1977. Pothyne pseudolaosensis ingår i släktet Pothyne och familjen långhorningar.
Artens utbredningsområde är Laos. Inga underarter finns listade i Catalogue of Life.